# Anyphops rubicundus
Anyphops rubicundus is een spinnensoort uit de familie van de Selenopidae.
De wetenschappelijke naam van de soort werd in 1940 als Selenops rubicundus gepubliceerd door Reginald Frederick Lawrence.